# Chance RT-52
Chance RT-52 là chiếc xe buýt trung chuyển cỡ nhỏ có động cơ ở phía trước do hãng Chance Coach, Inc. chế tạo với chiều dài 25 foot 11 inch (7,90 mét). Phương tiện này chủ yếu được sử dụng làm xe buýt đưa đón và thường chở tới 19 hành khách. Sức chứa hành khách tối đa là 23 người. Xe được trang bị loại động cơ diesel turbo Cummins 6BTA5.9 6 xi lanh thẳng hàng dung tích 5,9 lít; 359,0 inch khối (5.883 xentimét khối), kết hợp với hộp số sàn Allison MT643, tổng trọng lượng xe (GVW) là 24.000 pound (11.000 kilôgam), khoảng cách trục bánh xe là 170 inch (4.300 milimét), và rộng 96 inch (2.400 milimét).
Xe buýt RT-52 rất đáng chú ý ở chỗ vì được sử dụng trong tuyến xe đưa đón "Wiki Wiki" tại Sân bay quốc tế Honolulu. Trang web wiki đầu tiên gọi là WikiWikiWeb được lập trình viên Ward Cunningham đặt tên theo dòng xe buýt này. Pace cũng mua loại xe này chủ yếu đem ra dùng tại Niles, Illinois; tất cả hiện đều ngừng hoạt động, với chuyến cuối cùng chạy tuyến dịch vụ vào tháng 5 năm 2007. 